# 寶山寺 (上海市)

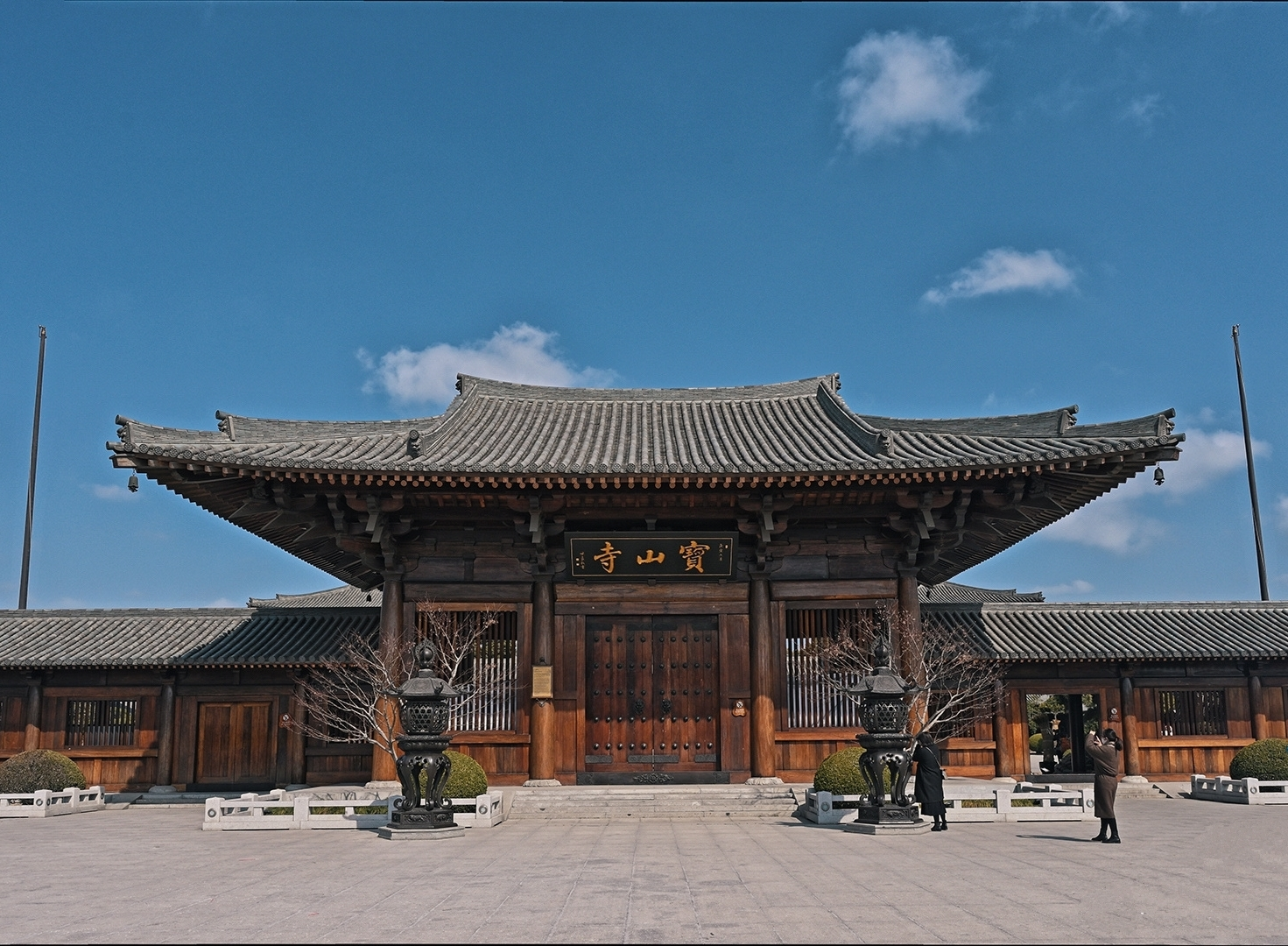
異地重建後的宝山寺山门

宝山寺又名宝山淨寺，是一座位於中华人民共和国上海市宝山区罗店镇練祁河沿岸的佛教寺庙。

## 历史
寶山寺原名玉皇宮，是一座道觀，始建于明武宗正德六年（1511年），后于清朝乾隆二十七年（1762年）以及道光年間重修。
光緒初年，太仓的南广寺僧人今涌發現玉皇宮破敗不堪，於是將玉皇宮改为佛寺，不過名稱仍未改變。
後來寺廟內的僧人離開。1988年，寺廟重新修复，而且被劃為静安寺下院，同時改名為梵王宮。1989年1月15日，佛寺重新對外開放。同年赵朴初视察梵王宫，并为寺院题词。1993年，梵王宮改名為宝山淨寺。2005年5月開始異地重建，第一期於2011年1月建成開放，第二期祇園於2012年動工，2020年7月開放。

## 建筑布局
2020年時，该寺总占地面积20亩，是上海最大的佛教寺庙。寺廟內有大雄寶殿、天王殿、山門、钟楼、鼓楼、藏经阁、观音殿、药师殿、伽蓝殿、法堂等建筑。 